# 托洛茨基主义

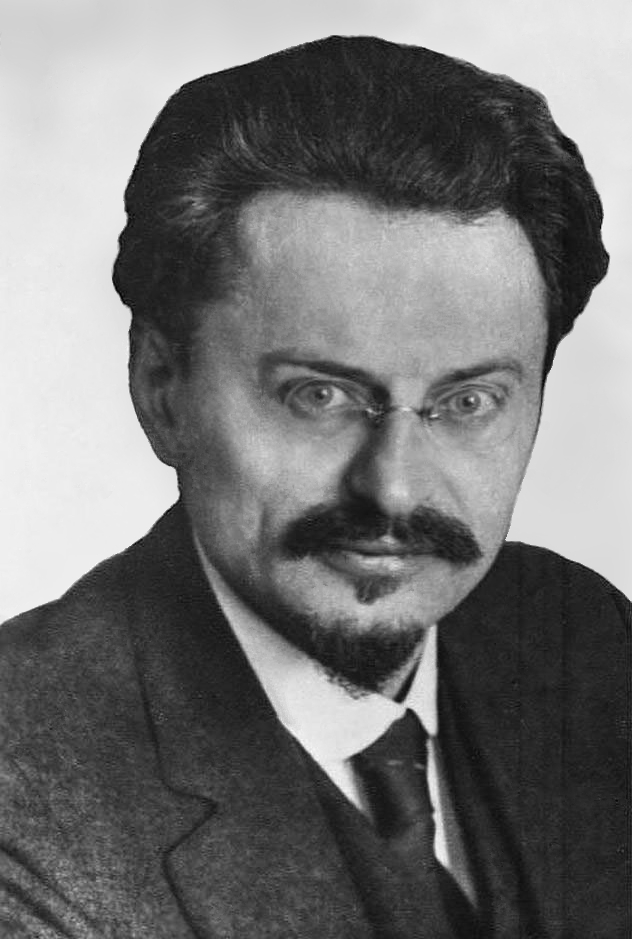
1929年的列夫·托洛茨基

托洛茨基主义（俄語：Троцкизм）是马克思主义的一个流派，其名称来自其最早的理论建立者、十月革命实际指挥者、苏联红军缔造者和领导者、第三国际创建者、第四国际创建者及其精神领袖列夫·托洛茨基。托洛茨基主张建立列宁式的无产阶级先锋队，透過不断革命和團結各國的無產階級，利用先進國家的革命來帶動後進國家的發展，最終實現一个基于工人阶级自我解放和工人民主的无产阶级专政。
托洛茨基从未称自己为“托洛茨基主义者”，他自视为布尔什维克列宁主义者、正统马克思主义者、革命马克思主义者，批判苏联在斯大林时期发展起来的官僚主义和反民主思潮，倡導恢復真正意义上的民主集中制。
托洛茨基思想的倡导者普遍被称作托洛茨基主义者（Trotskyist），批評者則稱之為托洛茨基派人士（Trotskyite），或鄙稱其為托派分子（Trot）。

## 定义
根据托洛茨基的说法，他的思想可以通过五个关键要素与其他马克思主义流派相区别：
- 支持不断革命的策略，反对其对手的二阶段理论[5]。
- 批判1924年后苏联的领导者，并分析其特点[6]；1933年后支持在苏联进行政治革命，托洛茨基主义者称苏联为堕落的工人国家。
- 通过工人阶级的群众行动支持先进资本主义国家的社会革命。
- 支持无产阶级国际主义。[7]
- 利用过渡要求，帮助群众在日常斗争过程中去找到当前要求与革命的社会主义政纲之间的桥梁。[8]

在马克思主义的政治光谱中，托派通常被认为是当中的左派。在1920年代，托洛茨基主义者自视为左翼反对派，尽管今天的左翼共产主义是不同的，通常不是布尔什维克。术语上的分歧可能令人产生困惑，因为使用了不同版本的左右政治光谱。从左翼的共产主义到右翼的帝国主义、资本主义，反修正主义者认为自己是终极左派，但斯大林在共产主义光谱中经常被视为右派。左翼共产主义，左翼反对派，反修正主义者的左派思想也大不相同。尽管托洛茨基和斯大林在俄国革命和俄国内战期间是布尔什维克的同志，但在1920年代，托洛茨基和斯大林成为敌人，并在此后反对对方列宁主义的合法性。托洛茨基对斯大林主义的苏联所作的镇压民主和缺乏充分的经济规划持极端批评的态度。

## 理论

### 不断革命论
1905年，托洛茨基提出了他的不断革命理论，后来成为托洛茨基主义的一个决定性特征。直到1905年，一些革命者声称马克思的历史理论假设认为，只有欧洲资本主义社会的革命才会导致社会主义革命。根据这一立场，社会主义革命基本上不可能在一个落后的封建国家发生，例如20世纪初的俄罗斯，当时它的资产阶级规模太弱小，几乎无能为力。
不断革命理论解决了如何推翻这种封建政权的问题，以及在经济基础不发达的情况下如何建立社会主义的问题。托洛茨基认为，在俄罗斯，资产阶级再也不能完成过去的革命任务（摧毁封建土地结构，建立资本主义所有制），只有工人阶级才能推翻封建阶级，并赢得农民的支持。此外，托洛茨基认为俄罗斯工人阶级不应该就此止步。他们将赢得自己的革命，反对软弱的资产阶级，在俄罗斯建立工人国家，并启发世界先进资本主义国家的工人阶级。因此，全球工人阶级将帮助俄罗斯，而社会主义也将在全球范围内发展。
不断革命论有两个基本论点。第一，尽管俄国在历史上是落后的，通过革命可以在先进国家的无产阶级取得政权以前就使俄国无产阶级取得政权。其次，这个落后国家的无产阶级政权被无数资本主义敌人包围，前者所将碰到的那些矛盾，将在世界革命的战场上被解决。第一个论点是以对发展不平衡的规律的正确理解作为基础的；第二个观点则依靠对资本主义国家之间的经济政治的纽带的不可分割性具有正确的理解。——列夫·托洛茨基，《列宁以后的第三国际》
在反对一国社会主义方面，托洛茨基主张胜利的无产阶级必须极力在其他国家，特别是先进国家推进革命，因为单独一个国家、特别是具有前资本主义关系的顽固因素有待克服的国家（如俄国）的范围内，不可能取得深远的社会主义成就。托洛茨基认为社会主义不应当只看作是工业化加上提高的生活水平，而应当看作是比最先进阶段的资本主义社会具有更高的劳动生产率，因此也具有更高的生活水平的社会。这就要求无产阶级在世界经济的“制高点”夺取政权。
在反对二阶段理论方面，托洛茨基主张落后国家的民主任务可以直接导致无产阶级专政，以此可以把社会主义任务提上日程。落后国家通向民主制的道路要经过无产阶级专政。因此，民主制不是在数十年之内停滞不前的制度，而只不过是社会主义革命的直接序幕。两者由一条牢不可破的链条互相联结在一起。因此，在民主革命和社会的社会主义改造之间存在着革命发展的不断性。

### 资本主义、资产阶级民主革命
17世纪英国和1789年法国的革命废除了封建主义，确立了资本主义发展的基本条件。托洛茨基认为，这些革命不能与俄罗斯1905年的革命相比较。
托洛茨基在1906年撰写的《总结与前瞻》一书中详细阐述了他的理论，他认为：“历史不会重复。不论人们怎样把俄国革命同法国大革命相比，也决不能把前者变成后者的简单重复。19世纪并不是白白地度过的。”在1789年的法国大革命中，法国经历了资产阶级民主革命，建立了一个政权，资产阶级推翻了法国现存的封建主义制度。然后，资产阶级开始建立民主议会制度。然而，虽然民主权利扩大到了资产阶级，但在很大程度上并没有扩大到所有公民（普选权则在很久以后被允许）。工人组织工会和罢工的自由，无不是在经过大量斗争的情况下实现的。

### 资产阶级的被动性
托洛茨基认为，像俄罗斯这样的国家没有“开明、活跃”的革命资产阶级可以发挥同样的作用，工人阶级只占极少数。到1848年欧洲革命时，“资产阶级已不能起到类似的作用。它不打算也不敢承担起清除妨碍它取得政权的社会制度的革命责任。”
托洛茨基认为，俄国资产阶级的软弱是由于中央集权的力量。由于俄罗斯幅员辽阔，西方（西欧）和南方（游牧民族：蒙古人、鞑靼人等）不断施加压力，俄罗斯封建阶级被迫建立一个非常强大的中央国家，以抵御外部威胁。随着时间的推移，这个国家变得不成比例，以至于它最终获得了越来越多的国民产品份额，并粉碎了社会中任何自主的社会发展，特别是通过限制贵族的权力和扼杀资产阶级的出现，而在欧洲，资产阶级获得了越来越大的自主权。
因此，俄罗斯过去的社会改革基本不是社会斗争的结果，而是在沙皇的直接推动下，在西方之后，特别是在沙皇彼得大帝的领导下。这就是为什么托洛茨基认为，在资本主义出现的时候，由于俄罗斯没有资产阶级，大工业主要是由国家或欧洲的外国资本发展的。而资本主义是国家的产物，并没有像西方那样发展资产阶级。但俄罗斯却形成了一个工业无产阶级。
不断革命论认为，随着时间推移，在尚未完成资产阶级民主革命的许多国家，资产阶级反对创造任何革命局面。他们害怕煽动工人阶级为自己的革命愿望而战，反对资本主义对他们的剥削。在俄罗斯，工人阶级虽然在以农民为主的社会中占少数，但他们被组织在资产阶级拥有的大型工厂中，并进入大型工人阶级地区。在1905年俄国革命期间，资产阶级发现有必要与反动分子结盟，例如基本上是封建的地主，并最终与现存的沙皇俄国国家力量结盟。这是为了保护他们的财产——工厂、银行等所有权不被革命的工人阶级没收。
所以，根据不断革命论，经济落后国家的资产阶级是软弱的，没有能力进行革命变革。因此，他们在许多方面与封建地主有联系和依赖。托洛茨基认为，由于俄罗斯大多数工业部门都是在政府措施的直接影响下产生的，有时甚至得到政府的大量津贴，资产阶级则与统治精英联系在一起或屈从于欧洲资本。

### 农民的无能
不断革命论进一步认为，农民作为一个整体不能承担进行革命的任务，因为他们分散在全国各地的小块土地上，形成了一个异质的群体，包括雇佣农业工人的富农，地主，以及渴望拥有更多土地的贫农。托洛茨基认为：“整个历史经验说明，农民完全没有能力起独立的政治作用。”
但托洛茨基并没有轻视农民的革命作用，更不是不要农民。托洛茨基认为革命是在农民的支持下夺取政权。农民参加无产阶级占统治地位的政权——无产阶级专政。

### 无产阶级的关键作用
托洛茨基主义者在今天的忠实程度上有所不同，部分正统的托洛茨基主义者倾向于认识到20世纪末农村穷人起义中的一个新发展：无地者自我组织的斗争，以及许多其他斗争，在某种程度上反映了工人阶级战斗性、团结、有组织的斗争，这在不同程度上不具有以前时代农民斗争典型的阶级分裂的痕迹。然而，正统托洛茨基主义者今天仍然认为，以城镇为基础的工人阶级斗争是成功的社会主义革命的核心。正统托洛茨基主义者们认为，工人阶级从工厂和工作场所的社会条件中认识到进行集体斗争的必要性，例如在工会中；由此产生的集体意识是建成社会主义社会的重要组成部分。

托洛茨基认为，只有无产阶级、工人阶级才能完成资产阶级革命的任务。1905年，俄罗斯的工人阶级，从相对孤立的农民生活中走出，并聚集在大型工厂的一代人，将其劳动的结果视为巨大的集体努力，也将集体努力视为反抗压迫的唯一手段，在那一年的革命过程中成立了工人委员会（苏维埃）。托洛茨基在1906年提出：
现代工业制度把无产阶级推到了最前列 [...] 无产阶级迅速成为集中而广大的群众，而在这些群众和专制政府之间存在着为数不多的大资产阶级，他们孤立在「人民」之外，一半是外国的，没有历史传统，激励他们的只是对利润的贪欲。——列夫·托洛茨基，《总结与前瞻》
例如，普地洛夫工厂在1900年有12000名工人，而根据托洛茨基的说法1917年6月有36000名工人。
尽管无产阶级在俄罗斯社会中只占少数，但他将领导一场解放农民的革命，从而确保农民的支持，作为革命的一部分，他将依靠农民的支持。然而，为了改善自己的条件，工人阶级将发现有必要创造自己的革命，这将完成资产阶级革命，然后建立工人国家。
不管个别国家中革命的最初插曲性阶段的情况如何，无产阶级和农民的革命联盟，只有在组织为共产党的无产阶级先锋队的政治领导下才有可能实现。这也就是说，民主革命只有通过以无产阶级和农民的联盟为基础并且首先解决民主革命的所有任务的无产阶级专政才有可能取得胜利。——列夫·托洛茨基，《不断革命》
托洛茨基也指出需扩大工人阶级在联共（布）中的占比。

### 国际革命
根据经典马克思主义，俄罗斯等以农民为基础国家的革命最终只能为资本主义的发展奠定基础，因为解放的农民将成为小业主、生产者和贸易商。这会导致商品市场的增长，由此产生新的资产阶级。只有充分发展的资本主义条件才能为社会主义奠定基础。
托洛茨基同意在俄罗斯这样的国家，一个新生的社会主义国家和经济体系将无法抵御敌对资本主义世界的压力，也无法抵御其落后经济的内部压力。托洛茨基认为，这场革命必须迅速在其他资本主义国家展开，带来一场在全世界传播的社会主义革命。这样，革命是“不断的”。从资产阶级革命到工人革命的不间断，到欧洲和世界革命的不间断。

卡尔·马克思的著作中有一种关于不断革命的国际主义观点。“不断革命”一词取自马克思在1850年3月讲话中的一句话：“我们的利益和任务”，马克思说：
[...]我们的利益和任务是使革命永久化，直到所有或多或少的有产阶级都被赶出他们的统治地位，直到无产阶级夺取了国家政权，直到无产阶级联合体（不仅在一个国家，而且在世界上所有主要国家）取得了足够大的进展，这些国家的无产阶级之间的竞争才会停止，至少这些国家的决定性力量会停止。生产集中在工人手中。
[...]他们的战斗口号应该是：不断革命。——卡尔·马克思，《中央委员会告共产主义者同盟书》

### 工人民主和反对官僚主义
1923年，托洛茨基和其他布尔什维克左派看到革命政权的官僚化，并与“三驾马车”（季诺维也夫、列夫·加米涅夫和约瑟夫·斯大林）发生冲突。托洛茨基在《新路向》一书中分析了布尔什维克党的演变，并提出通过确保党内更大的民主，加强与群众的联系来遏制新出现的官僚化倾向的措施。
要克服闭关的集团作风，克服官员们的等级精神，除了实现民主之外，别无他法。——列夫·托洛茨基，《新路向》
托洛茨基认为，政权官僚化是由于党内缺乏充分的民主，广大党员干部长期脱离生产实践，人民不同集团利益之间的歧异，工业发展缓慢，以及俄罗斯的特殊情况，革命在一个落后的国家取得了胜利，但在其他欧洲国家（德国、匈牙利等）革命失败后被孤立，加上战争的损耗，在物资匮乏的基础上形成了一个官僚阶层。
而官僚主义所带来的影响就是，毁坏党的内部团结，党内利益小集团形成，减弱党对国家机关的影响力，新老党员的对立，扼杀党的创意精神，等等。
托洛茨基在《被背叛的革命》的第十章第三部分《民主制与党》中指出，要允许给苏联民众以“爱选举谁就选举谁”的自由，苏维埃人民有权利从中央或地方的候选人中挑选出他们的“代表者”。苏维埃初期布尔什维克所实行的垄断和禁止反对党派存在，只是当时迫于无奈下采用的一种临时办法，是内战、封锁、干涉、饥荒等条件所造成的，而当时党内派别的争斗，在某种程度上代替了党派斗争。禁止其它党派本来在列宁看来只是一种临时措施，但在斯大林时期却成为了原则，甚至共产主义青年团也被取消了讨论政治问题之权利。苏维埃初期制订的“公民凡年满18岁者，即享有选举权”也在斯大林制订的1936年苏联宪法中废除了。一个阶级有好多个部分组成，同一个工人阶级就可以产生多个政党了，如果认为一个阶级只能同一个政党相对应，这在整个政治史上是找不到先例的。而在社会主义已经胜利的国家内，拥护资本主义的人只是一些类似于堂吉诃德的滑稽可笑的人，绝无能力组织成政党颠覆社会主义，苏联现在已经没有理由禁止不同政党存在，恰恰应该是取消“一切对自由的限制”的时候了。

## 历史背景
托洛茨基从他的“不断革命论”出发提倡无产阶级革命，认为在资产阶级民主主义革命未取得彻底成功的国家（如1917年之前的俄国），无产阶级必须通过同时执行社会主义革命的任务，将革命进行到底。托洛茨基和列宁一样认为，新生的社会主义国家不可能顶住来自怀有敌意的资本主义世界的压力和围困下长期维持下去，除非社会主义革命能够迅速在其他国家展开。布尔什维克党接纳这个观点，把十月革命视为世界革命的一部分。斯大林则于1924年接纳了布哈林的「一國社會主義」的理论，一方面为与帝国主义国家接触创造理论基础，另一方面则以此巩固权力，对抗当时无产阶级和列宁支持的托洛茨基。
托洛茨基认为其理论真正繼承了馬克思主義、列寧主義。托洛茨基主义者赞成在苏联实现无产阶级民主、倡导工人民主、反对与帝国主义势力进行损害国际工人阶级利益的政治交易、反对秘密外交、主张世界革命和不断革命。推动掀起跨越欧亚大陆的革命浪潮。托洛茨基领导的左翼反对派在1923年后的影响力日增，列宁在他晚年时，也是极力反对官僚主义，并力促解除斯大林作为党总书记的职务。托洛茨基秉承着列宁反对官僚主义的遗愿，跟斯大林派和右翼反对派等官僚集团展开殊死斗争，但在官僚集团的围堵下失败，并于1928年被斯大林强力镇压。在被镇压后，该派仍在苏联国内秘密活动。托洛茨基最终流亡海外（土耳其、法国、挪威、墨西哥），托洛茨基的支持者也都被囚禁、杀害。
斯大林运用他在苏联的力量，于1928年后控制了世界各地的共产党机构，并建立官僚模式，摧毁了这些以布尔什维克主义為基础的党内民主政党，并且極力驅逐托洛茨基主义者。任何不同意党路线的人，都被贴上托派分子、“法西斯”的标签，并遭受到残酷的打压，“托派”一詞经常被斯大林派用来套在异見人士头上以诬告他们是叛徒。在斯大林派的操控下，世界各地的共产党支持资产阶级政府，如美国共产党支持民主党，以及跟国民党政府合作的中国共产党。世界各地的共产主义运动和工人斗争，因而遭受到严重的挫败。在中国1925年—1927年第一次国内革命战争，1934年的奥地利内战，和1936年—1939年西班牙内战中，工人阶级遭受的惨败，就是斯大林主义路线一手造成的悲剧。每当斯大林主義者掌权，他们必定首先迫害托洛茨基主義者，把後者打为他们最可怕的敌人。因此，托洛茨基主义运动一开始就必须面对来自资本主义和斯大林主义前后围剿。
从托洛茨基主义者的观点来看，布尔什维克刚开始支持无产阶级掌握下的资本主义，是因为发展资本主义是为了消灭资本主义，因为当时战争过后的苏联太落后，无法轻易实行社会主义，而列宁也认为新经济政策是一种倒退，不代表支持资本主义的制度。而斯大林在1928年后建立了一套官僚指令经济，斯大林的一国社会主义和忽视世界革命的策略是以此来显示自己并不会威胁到资本主义的规则，同时避免受到诸如十月革命那样的来自国内力量的威胁。托洛茨基在他的著作《被背叛的革命》中猛烈批评斯大林主义。
托洛茨基后期发展了他的理论。他认为，苏联工人国家已经变成了「官僚主义地退化了的工人国家」。他认为，资本家的政权并没有重新掌权，列宁领导下的工业国有化和计划经济良好运行。然而，国家政权已经被官僚主义的等级制度所控制，而这与工人阶级的利益是相抵的。托洛茨基为苏联辩护，抵制来自帝国主义势力和来自内部的反革命势力的攻击。他还号召在苏联内部进行一次政治革命，重建社会主义民主。他说，如果工人阶级不从斯大林主义官僚们手中夺回政权，那么官僚主义就会为了自己的利益，重建资本主义制度。对于大多数的托洛茨基主义者来说，这正是苏联当局在提倡開放政策和新思维之后，和苏联解体所出现的事实。中华人民共和国采取的“改革开放”和“社会主义市场经济”也导致了资本主义的反革命复辟。
1937年，斯大林发动了一场针对在1917年十月革命中曾经扮演过重要角色的“老布尔什维克”的政治清洗。斯大林还在清洗活动中处决了大批苏联的高级将领，包括米哈伊尔·图哈切夫斯基（托洛茨基是他的入党介绍人）在内，因为这些将领被认为是受到托洛茨基影响的“德国间谍”。
“托派”被斯大林主义者视为反革命勢力，在西班牙内战中，如果一个人被亲苏派人士稱為“托派分子”的话，这就意味着这个人被暗示是一个“法西斯间谍”或者“破坏分子"。英国作家乔治·奥威尔，曾经在他的书《向加泰罗尼亚致敬》和文章《不小心说漏了西班牙的秘密》中描写这段历史。奥威尔写道，斯大林主义者们不但没有参与反对法西斯的战争，而是通过清剿托洛茨基主义者和从西班牙撤出苏联的军队，从而让佛朗哥掌权，给法西斯帮了大忙。在他以俄罗斯革命为原型的寓言小说《动物庄园》中，奥威尔用“雪球”这个角色代表托洛茨基，而用“拿破仑”这个角色代表斯大林。
斯大林将军队撤出西班牙，是为了跟英国和法国取得和睦的外交关系。他后来还跟希特勒签署了苏德互不侵犯条约，以及解散第三国际。很多人认为，正如托洛茨基指出的那样，斯大林通过出卖俄国革命，保护了苏联内部的精英阶层。
斯大林在审判了托洛茨基後，清洗了几乎所有托洛茨基的亲属。苏联政府的密探拉蒙·麦卡德于1940年8月20日在墨西哥城刺杀托洛茨基。第四国际的众多成员，不是在跟法西斯主义斗争中被杀害（如西班牙内战），就是被斯大林派出卖，死在纳粹手上。
二战后，托洛茨基主义运动在若干国家遭到严重清洗。红军在二战后控制了半个欧洲。尽管斯大林的最初目标是要在东欧恢复资产阶级政府，以作为苏联和西方的缓冲地带，资本主义很快地在这些国家被推翻，亲苏联的官僚化“共产党”政府在这些国家上台。这对少数仅存的托洛茨基主义力量带来了新的问题。他们曾预测二战后将爆发革命浪潮（整个欧洲的确在二战后几年间处在革命边缘），但是他们没有预料到是“红军”来领导这些革命。这些新生的“共产党”政权，被形容为“畸形的工人国家”，以作为跟苏联被形容为“堕落的工人国家”的类比。
第四国际在战后的二十年间，缓慢地成长，而同时又发生派别的分裂。1956年的匈牙利人民起义，和后来苏联入侵匈牙利，促使不少东欧国家以及世界各地的主要共产党知识分子，转向托洛茨基主义。后来，当红军于1968年入侵捷克斯洛伐克镇压“布拉格之春”时，托洛茨基主义再赢得更多支持。1968年革命浪潮的冲击下，新的社会运动和工人阶级斗争广泛爆发，托派政党积极参与在一连串事件和斗争中，并得到长足的发展。
在1980年代末和1990年代初的斯大林主义政权纷纷解体后，托洛茨基主义运动虽然也受到牵连，但是还是生存下来并很快的地恢复过来。今天世界各地都可以找到托派政党的踪迹，而在有些国家，托派政党比起原斯大林主义政党的规模更大且更为活跃。托洛茨基主义运动，也是站在当今世界反对资本主义全球化的最前线。

## 概述

瑞典艺术家阿尔伯特·恩斯特伦绘制的列夫·托洛茨基肖像

托洛茨基主义与斯大林主义、毛主义、霍查主义有很大的不同，认为有必要在世界范围内进行不斷革命。托洛茨基否认可以在一国率先建成社会主义，断言苏联的建设离开不了外部世界（即资本主义世界）的援助，从而反对斯大林实行的五年计划。托洛茨基主张工业专政，依靠剥削富农获得工业建设资金的积累。
1938年9月，托洛茨基和他的国际支持者们，于法国巴黎成立世界社会主义革命党，即第四国际。托洛茨基认为，只有建立在列宁主义的先锋党理论基础上的第四国际，才能够领导世界革命，而第四国际必须作为反对资本主义和反斯大林主义而建立起来。第四国际成立之时，托洛茨基主义是在欧美和拉丁美洲等地的主要政治流派。在中国，也有着相当规模的托派运动。成立第四国际的目的，是要捍卫苏联作为一个工人国家，通过工人阶级控制的国有化生产方式，独立于资本主义势力的干扰；同时，也力图推翻控制着苏联的斯大林主义官僚政府。
1930年代末—1940年代初，美国社會主義工人黨领导人马克斯·沙赫特曼认为苏联在东欧实行帝国主义政策，不再是“堕落的工人国家”，且在苏联已经形成一个称作“官僚集体主义者”的新统治阶级。美国社会主义工人党和第四国际的主要领导人詹姆斯·坎农反对沙赫特曼的说法，认为苏联仍是“堕落的工人国家”。1940年4月，沙赫特曼带领大约一半党员退出美国社会主义工人党，与第四国际决裂，另组工人党，并发展“第三阵营”理论。沙赫特曼的思想后被称作“沙赫特曼主义”。
1953年，由于在對斯大林主義和東歐政權的看法上产生分歧，第四国际发生大分裂，由米歇尔·帕布洛、埃內斯特·曼德爾、皮埃尔·弗朗克、利维奥·迈坦領導的第四國際國際書記處與詹姆斯·坎农领导的美國社會主義工人黨分裂，坎農與格里·希利領導的英國支部革命共产党、皮埃尔·朗贝尔為代表的法國支部国际主义共产党，另組第四國際國際委員會。
1963年，原第四国际两个主要派系（第四國際國際書記處與美國社會主義工人黨）重新统一，組成第四國際联合書記處，在召開「重新統一大會」前，在阿爾及利亞革命問題上，帕布洛与曼德爾、弗朗克產生分歧，親帕布洛的阿根廷托派领导人J·波萨达斯退出第四國際，波萨达斯派于1962年另组第四国际波萨达斯主义者；大會之後，帕布洛被開除。重新统一后的第四國際，美國與歐洲的成員之間仍然存在矛盾，實際上是一个鬆散的組織。由于第四国际联合书记处在20世纪下半叶长期由曼德尔领导，所以被称作曼德尔派。
而希利和朗貝爾對1959年古巴革命的看法與国际書記處仍存在明显分歧，故繼續維持第四國際國際委員會的運作，直到1971年两人鬧翻而分道扬镳。1981年，朗贝尔派建立第四国际 (重建国际中心)。希利派则继续以第四国际国际委员会的名义运作。1980年代中期，第四国际国际委员会再次发生分裂，希利被主流派（以美国社会主义平等党领导人大卫·诺斯为代表，这一派被称为诺斯派）开除。目前，诺斯派和希利派各有一个“第四国际国际委员会”，前者还有一些影响，后者已接近消亡。
泰德·格兰特，英國革命共產黨中奉行帕布洛的「打入主义」的代表人物，1949年後，格兰特派打入工黨，后在工党内部组成「战斗倾向」。1974年，格兰特派建立工人国际委员会；1992年，格兰特因主张继续留在工党被工人国际委员会开除，另组国际马克思主义趋势；2019年7月，工人国际委员会分裂为国际社会主义替代和工人国际委员会 (2019年)，同时还分裂出组织规模较小的国际革命左翼。2024年6月，国际马克思主义趋势改组为革命共产国际。
托尼·克里夫為代表的派系，1951年被第四國際開除後組成“社会主义评论团体”，1960年创办《國際社會主義》雜誌，1977年建立英国社會主義工人黨。克里夫派形成国际社会主义倾向这一松散的国际组织。克里夫派认为苏联是实行国家资本主义经济的国家，而不是“畸形工人国家”，因此被视作非正统的托派。
纳韦尔·莫雷诺领导的莫雷诺派，在拉丁美洲影响较大。该派起源于第四国际国际委员会，后于1963年追随美国社会主义工人党加入重新统一后的第四国际。1969年后，由于在拉丁美洲游击战争的问题上的分歧，莫雷诺派退出第四国际，并与朗贝尔派一起组建“争取第四国际重建对等委员会”。1981年，莫雷诺派与朗贝尔派决裂。1982年，莫雷诺派成立国际工人联盟—第四国际。后来，国际工人联盟—第四国际又衍生出托洛茨基主义派—第四国际和国际工人团结—第四国际。
斯巴达克派起源于美国社会主义工人党，于1964年被美国社会主义工人党开除，于1979年建立国际共产主义同盟（第四国际主义者）。该派人数很少，实际影响极小，但该派所持观点与其他托派国际大不相同，如一直主张保卫苏联、中国等“官僚畸形工人国家”。
此外，还有几个不属于上述托派支派的托派国际组织。以法国托派政党工人斗争为核心组成国际共产主义联盟，该组织主要在产业工人中开展工作。争取第五国际联盟则致力于建立“第五国际”。
目前，全世界有数目众多的团体仍将自己描述为托洛茨基主义者，并自视为坚持托派的传统，尽管他们对托派有着许多不同的解释。这些托派团体往往人数很少，而且经常因为理论上和行动策略上的分歧而不断分裂、重组（被称为“阿米巴”现象）。目前，全世界托派的总人数有数十万，却隶属于十几个托派国际组织（最主要的是总部设于巴黎的第四国际），数百个各式各样的托派团体。这些托派的政治主张和托洛茨基创建第四国际时秉持的政治理念已有不同程度的差异。
托洛茨基主义的另一个主张是反对官僚体制和极权主义、提倡工人阶级民主、主张性解放和伦理自由，认为无产阶级内部应当实行普选多党制或一党领导下的党内民主制。有些派系自称民主社会主义者（例如工人国际委员会），另一些派系提倡生态社会主义（例如第四国际）。
斯大林主义者使用“托洛茨基主义”一词批判反对斯大林主义、苏联建设道路的马克思主义者。即使和托派风马牛不相及，遭斯大林主義當權者打倒的党内异己亦常被冠上“托派”罪名。1971年，印度共产党（马列）发生分裂，其创始人查鲁·马宗达被反对派指控为“托派冒险家”。四人帮被打倒后，中国媒体将其称为“托洛茨基匪帮的最新变种”，称“从剖析‘四人帮’的反革命政治纲领与托洛茨基的反革命修正主义理论的血缘关系可见，‘四人帮’同托洛茨基完全是一根藤上的两个黑瓜，走着共同的反革命道路”，“‘四人帮’中的张春桥、江青，早在三十年代就拜倒在托洛茨基的脚下”，还称“张春桥思想”的实质是托洛茨基主义。中阿决裂时，中国报纸上刊登葡萄牙共产党（马列）的党员撰写的数篇文章，其中称阿尔巴尼亚最高领导人恩维尔·霍查为“托洛茨基分子”。2007年，俄罗斯联邦共产党在党内开展“肃清新托洛茨基主义影响”的运动。2023年，因在俄乌战争问题上存在重大的意见分歧，大不列颠共产党（马列）撰文攻击希腊共产党的“帝国主义金字塔”理论是“托洛茨基主义的再造”。
美国托派领导人詹姆斯·坎农在《美国托洛茨基主义史》一书中写道：“托洛茨基主义并不是新的运动、教条，而是真正的马克思主义的恢复与重生，这种恢复与重生在俄国革命和早期的共产国际得到详细的阐述和实践。”也就是说，托洛茨基主义并不是什么新的马克思主义流派，而是原原本本继承马克思、恩格斯和列宁传统的革命思想。
除了托洛茨基外，托派历史上最有声望的理论家是第四国际前领导人、经济学家、比利时人埃内斯特·曼德尔，他系统阐发著名的“晚期资本主义”及“长波”理论。
在1980年代以前，世界上最重要的托洛茨基主义政党是美国的社会主义工人党，该党创办的探路者出版社曾为托洛茨基主义的传播做出巨大贡献。该党还在美国各地开设探路者书店，发行《战斗者》周报。1980年代，该党领导人杰克·巴恩斯认为世界革命形势已经发生变化，提出支持“加勒比三大革命中心”（古巴、尼加拉瓜、格林纳达）的主张，要求第四国际同古巴合作。当时的第四国际领导人曼德尔对此提议表示反对，于是社会主义工人党同第四国际决裂，并纠集分布在各国的支持者组成探路者倾向，支持菲德尔·卡斯特罗领导的古巴。该党现已不是托派。
1990年代以来，一些托派团体开始模糊自己的托洛茨基主义属性，同其他左翼团体合作，谋求泛左翼大联合。葡萄牙托派和毛派、霍查派、葡萄牙共产党取消派组成左翼集团。希腊托派同民主社会主义者、欧洲共产主义者、社会民主主义者、毛派组建激进左翼联盟。原第四国际法国分支革命共产主义联盟同其它一些左翼团体组成新反资本主义党，不再自我定位为托派。国际马克思主义趋势（现为革命共产国际）法国支部先后“打入”法国共产党和不屈法国，后退出，但又参加泛左翼联盟新人民阵线。突尼斯托派组织工人左翼联盟则参加霍查派工人党领导的争取实现革命目标人民阵线。塞内加尔托派和毛派、霍查派共同建立一起行动/非洲争取民主和社会主义党。国际工人联盟—第四国际秘鲁支部社会主义工人党的外围组织“团结”参加泛左翼联盟争取正义、生活和自由广泛阵线。乌拉圭托派政党革命工人党和社会主义工人党参加泛左翼政党联盟广泛阵线，工人党则参加泛左翼选举联盟人民团结—工人阵线。
目前，由4个阿根廷托派政党组成的工人左翼阵线—团结在阿根廷也有一定影响。爱尔兰有一个有一定民众支持度的托派选举联盟：人民先于利润—团结。斯里兰卡托派政党兰卡平等社会党在该国长期保有一定政治影响力，曾两度成为该国主要反对党，但该党已于1964年因为参加“资产阶级政府”被第四国际开除。第四国际丹麦支部社会主义工人政治是团结名单—红绿联盟的组成部分。起源于菲律宾共产党的革命工人党—棉兰老在2003年加入第四国际，该党在棉兰老岛拥有一支武装力量：革命人民军，第四国际向其派遣政治顾问。叙利亚托派组织叙利亚革命左翼潮流在叙利亚内战中组建自己的武装：人民解放派，并同自由叙利亚军结盟，现已瓦解；2012年，一些阿根廷托派在利比亚内战中组建列夫·谢多夫旅，后转而参加叙利亚内战，约有200名成员，曾参加伊斯兰主义武装组织沙姆阵线，该组织于2016年解散。
一些国际政要曾经参加托派组织，如法国前总理利昂内尔·若斯潘、希腊前总理安德烈亚斯·帕潘德里欧、南非前总统塔博·姆贝基。

第四国际标志

## 托洛茨基主义者
托洛茨基主义者，經常被批評者鄙稱為“托派分子”，有时被不了解的人误以為是“无政府共产主义”者。但托洛茨基主义者自己的理念是在继承马克思主义、列宁主义的基础上，托洛茨基对于马克思主义和列宁主义的维护与发展，不同于斯大林主义对于列宁主义的修正。在本质上，依然坚持阶级斗争和世界革命的理念，依然坚持工人阶级民主与无产阶级专政这一达到社会主义方式的理论。當斯大林執政後，托洛茨基于1927年被流放，1940年8月20日在墨西哥被暗殺。蘇聯的托洛茨基主义者也均于1927年后开始被大肆逮捕。此外，任何国家的斯大林主义者都习惯把自己的政敌称为托派分子，“托派”這個概念在斯大林主义者、毛主义者和霍查主义者的眼中是“极左”或“极右”的象征，同时也是一个用以讽刺他人的词語。而这种严重的区分也使托洛茨基主义者感到异常荣幸，因为他们认为背叛者主动与自己劃清界線，证明自己与他们不是一伍的，同时也证明了自己是真正的马克思主义者和列宁主义者。另一方面，其它国家的托洛茨基主义者的命運十分坎坷。

### 中國大陸的托洛茨基主義者
中國大陸的著名托洛茨基主義者有陈独秀、彭述之、郑超麟、朱其华、严灵峰、王凡西、陈其昌等。从历史渊源上看，中国托洛茨基主義組織实际上也是斯大林和托洛茨基权力斗争的产物，其可被分為堅定認可托洛茨基的觀點的托洛茨基主義者（以彭述之等人為代表）和情感上支持托洛茨基但未必認可其觀點的托洛茨基派人士（以陳獨秀等人為代表）。奉行斯大林主義的中國共產黨所批評的大多是後一類人士。
在对中国革命的指导方针上，斯大林主张中国共产党与中国国民党实行“党内合作”，而托洛茨基则“坚决反对共产党加入国民党”。中山舰事件后，托洛茨基主张中共退出国共统一战线。四·一二事件后，斯大林无法解释他促成的国共统一战线的优越性，又不敢承担指导方针失误的责任，导致在苏留学的部分中国学生的强烈不满。而后那些拥护和追随托洛茨基的中国留学生被开除党籍和团籍，并被遣送回中国。
1928年12月，上述人等在上海召开了第一次代表大会，成立了中国第一个托洛茨基主義组织——“中国布尔什维克列宁主义反对派”，并选举产生了中央机构——“全国总干事会”，史唐任总干事长。这标志着托派在中国的形成。1929年4月，该组织机关刊物《我们的话》创办，因而这一组织也被称为“我们的话派”。
1929年9月，陈独秀创办托洛茨基主義组织“无产者社”。1930年1月1日，刘仁静牵头的托洛茨基主義组织“十月社”成立；1930年夏，赵济等人牵头的托派组织“战斗社”成立。
1931年5月，在陈独秀的号召下，无产者社、中国布尔什维克列宁主义反对派、十月社、战斗社等4个托洛茨基主義组织在上海召开了统一大会，成立了“中国共产党左派反对派”，陈独秀为总书记。但由于内部人员告密，该组织成立不久便遭到中国国民党当局的严重破坏。
1932年10月15日，由于托洛茨基主義勢力内部叛徒的出卖，陈独秀被国民党特务捕获。
1935年1月，“中国共产党左派反对派”改名为“中国共产主义同盟”。
1937年8月23日，陈独秀出狱后公开宣布：“我不代表任何人，我已不隶属于任何党派。”，以此撇清与托洛茨基主義者之間的关系。失去了陈独秀的影响，中国托洛茨基主義勢力出现严重分裂，一部分人死在狱中，一部分人投靠国民党特务机关，还有一部分为了生存流落社会，只有极少部分成员还挣扎着进行托派事业。
1942年，中国共产主义同盟分裂成以彭述之为首的多数派“新斗争派”和以王凡西、郑超麟为首的少数派“国际主义派”。
一些毛派人士聲稱在侵華戰爭進行時，托洛茨基派人士反對共同抗日，無意中縱容日軍侵華，但部分托洛茨基主義者宣稱他們支持馬克思主義者參與抗日戰爭。在抗戰時期, 「托派」一詞被等同於「漢奸」一詞，經常被用作誣陷他人的罪名，後來成為中華人民共和國開國上將的許世友在延安受到批評時曾説：「老子説了幾句話就成了托洛茨基，啥球托洛茨基，老子不懂，盡放狗屁。」
1948年9月，以彭述之为首的中国共产主义同盟多数派将其组织改组为“中国革命共产党”，产生了以彭述之为书记的中央机构，不久彭述之等人逃至香港，该党机关也随之迁移。1949年4月，中国共产主义同盟少数派也将其组织改组为“中国国际主义工人党”，选举王凡西为书记，郑超麟等为中央委员，党员100余人，不久该党也将机关迁往香港。逃亡香港的中国托洛茨基主义者创办《新方向》《叛逆者》等刊物，继续从事托洛茨基主義的宣传活动。
中华人民共和国成立后，斯大林对毛泽东不放心，担心毛泽东是“中国的铁托”，是“人造黄油”，而不是“真正的马克思主义者”。毛泽东需要斯大林的支持，不但宣布“一边倒”，而且采取行动证明给斯大林看。1952年12月22日，毛泽东发动“大肃托”，有500多人（一说1000多人）被認為是托派分子而被逮捕和被关押，一些骨干分子被判刑，从此后，托洛茨基主义者在大陆断绝了将近二十余年的时间。托派领导人郑超麟一直被关押到1979年6月，出狱后任上海市政协委员。

#### 改革开放以后的托洛茨基主义勢力
中国大陆在1970年代毛泽东逝世后，由邓小平主持改革开放建立“中国特色社会主义”，恢复了私营企业雇佣制度，取消计划经济，大规模工人下岗，引起新的工人抗争包括被镇压的野猫罢工。在后毛改开时期的大陆对中共制度不满的左派人士中有少数新的托洛茨基主义者，如被当局抓捕的前北大讲师柴晓明。作为现存国际托洛茨基主义组织的国际社会主义道路在中国大陆有地下支部“中国劳工论坛”并发行《社会主义者》杂志。中国新的托派大多年轻并活跃在网络，参与左派内部讨论。現今有些托洛茨基主义者“对毛泽东及前30年社会主义的实践持有不同程度的肯定”。

### 香港的托洛斯基主義者
雖然托洛斯基主義者在世界各地都遇到不幸，但這種意識型態在香港這個過去還是英國殖民地的土地上奇蹟地掙扎求存。1970年代，是香港「火紅的年代」。當時的大學生由於在「中國共產黨」安排的「回鄉探親」時看到中國親友在生活上的「大逆轉」，認為共產主義是未來世界的出路，所以當時一些香港大學生都以奉行社會主義為正宗。也有為數不多的大學生都自發的去認識共產主義思想，而當中亦有一些人認同托洛茨基的思想。他們一般都在集會中舉起黑旗，以作識別。後來這些人還在香港成立了革命马克思主义者同盟（簡稱“革馬盟”）。當年的革馬盟在香港大學生中頗為知名，當時組織中的不少人，后来均成為香港的著名人物，包括：梁國雄、梁耀忠、施永青、吳仲賢、岑建勳、刘山青。但革馬盟被左派、右派和親西方派共同排斥，且是警局常客。因此除梁國雄外，其他人先后離開该組織。后来，梁國雄参与创建了四五行動，还担任过社会民主连线主席，但社会民主连线只是一个社会民主主义政党。从2005年起，梁國雄自稱民主社会主义者，但他又宣称自己仍坚持托洛斯基主義理想。
香港的托洛斯基主義者雖然在1970年代不斷受到其他親中派人士的排擠，但一直都積極參與社會運動，包括歷屆的區議會及立法會選舉，儘管不少人其實對他們的政治背景一無所知。所以，到了已回歸中國的今天，托洛斯基主義者仍得以在香港生存下去。只是組織已湮沒在歷史的塵土之中。2010年，托洛斯基主義國際性组织工人国际委员会設立香港支部社会主义行动（现为国际社会主义替代香港支部）。该组织活躍於各大型民主和勞工抗爭運動。每兩個月出版一期的《社會主義者》為香港少有的馬克思主義刊物之一。而第四国际中国支部中国革命共产党（1974年起该党以“十月评论社”的名义公开活动）仍由少数老人维持，出版刊物《十月评论》。香港还有其它几个小型的托洛斯基主義组织，如1980年分裂自革命马克思主义者同盟的先驱社。

### 台灣的托洛斯基主義者
台湾的托洛斯基主義者组织史可以追溯到1947年成立的中国共产主义同盟台湾支部。在白色恐怖时期，楊碧川、江漢津等人也因托洛斯基主義遭逮捕至綠島服刑。1999年，杨伟中等人创建托洛斯基主義组织工人民主協會，其政治立场接近于第四国际和香港的先驱社；2007年后，由于内部矛盾，该组织的活动基本停止。目前，台湾还有三个托洛斯基主義组织：国际社会主义前进、国际社会主义道路（台湾）（国际社会主义道路台湾支部）和火花（革命共产国际台湾支部）。

### 脱离托洛斯基主義陣營的派系
一些左翼政治派系和团体起源于托洛斯基主義陣營，但后来自成派系与托洛斯基主義陣營决裂。最出名的例子是，1980年代，美国社会主义工人党与第四国际决裂，并放弃托洛茨基主义，转向卡斯特罗主义，另组探路者倾向。在法国，第四国际原成员科内利乌斯·卡斯托里亚迪斯脱离托派建立“社会主义还是野蛮主义”组织，转向更加左傾的左翼共产主义。在美国，约翰逊-弗雷斯特倾向产生於托洛斯基主義陣營内的异议者（包括托洛茨基的前秘书拉亚·杜纳耶夫斯卡娅），他们和“社会主义还是野蛮主义”组织的相同点在于都将苏联，中华人民共和国以及其他共产主義国家归类为国家资本主义，与托洛茨基观点不同。另一部分脱离托派的团体则相反，逐渐拥护斯大林主义和“社会主义阵营”国家并抛弃托洛斯基主義，如工人世界党及从其中分裂出来的争取社会主义和解放党。
有些托洛茨基主義者或托洛茨基主義組織完全抛弃左翼思想，转向右翼和新保守主义。多名原属于“纽约知识分子”群体的人士后来在政治上变节倒戈成为保守主义代表人物，如欧文·克里斯托等。1978年成立的英国革命共产党是现今的保守主义杂志《尖刺》的前身。

## 批評
在中國大陸, 在被發表於1983年的一篇文章中，支持史達林主義的作者對托洛茨基主義理論的部分論點作出批駁，但在二十年後的2003年，當時蘇聯已經瓦解，不少托洛茨基主義者認為這印證了托洛茨基所發表關於蘇聯可能會因沒能戰勝官僚主義而造成資本主義復辟現象的預言，因此在中國大陸，有學者在文章中為托洛茨基和被斯大林安上托派分子罪名的尼古拉·布哈林的觀點辯護，認為他們對史達林主義的抨擊是正確的。
部分毛主义者宣稱托洛茨基主義是「小資產階級的激進思潮」，但這被部分馬克思主義者認為是在過度泛化小資產階級此一概念。
在一篇被發表於《烏有之鄉》的文章中，一些認可文化大革命的毛主義者指責部分托洛茨基主義者加入資產階級所控制的議政機構和支持資本主義國家等等，但有反對者認為後者大多是沙赫特曼主义者，屬於托洛茨基主義者當中的少數派，他們受到正統托洛茨基主義者的猛烈批評，因此這種指控不適用於大多數托洛茨基主義者。

### 引用
1. ↑  .   [2020-02-29]. （原始内容存档于2020-12-23）.
2. ↑  .   [2020-02-29]. （原始内容存档于2020-06-20）.
3. ↑  . www.marxists.org.   [2022-05-22]. （原始内容存档于2022-05-30）.
4. ↑  Trotsky, Leon. . Pathfinder. 1973: 183. ISBN 0873482255.
5. ↑  托洛茨基. . www.marxists.org. 1928  [2022-08-07]. （原始内容存档于2022-03-27）.
6. 1 2  托洛茨基. . www.marxists.org. 1936  [2022-08-07]. （原始内容存档于2018-07-15）.
7. ↑  厄内斯特·曼德尔. . 1973.
8. ↑  托洛茨基. . www.marxists.org. 1938年  [2022-08-07]. （原始内容存档于2018-07-15）.
9. ↑  . History.com. 21 July 2010  [3 January 2017]. （原始内容存档于2019-06-29）.
10. ↑  Marx, Karl. . 1877  [23 March 2023]. （原始内容存档于2022-03-27） –马克思主义文库.
11. ↑  托洛茨基. . www.marxists.org. 1928  [2022-08-07]. （原始内容存档于2023-04-23）.
12. ↑  托洛茨基. . www.marxists.org. 1906  [2022-08-07]. （原始内容存档于2022-08-07）.
13. ↑  托洛茨基. . www.marxists.org. 1906  [2022-08-07]. （原始内容存档于2022-08-07）.
14. ↑  托洛茨基. . www.marxists.org. 1905-12  [2022-08-07]. （原始内容存档于2022-08-07）.
15. ↑  Many would put, for instance, the Committee for a Workers' International in this category of orthodox Trotskyists. See for instance .   [7 October 2007]. （原始内容存档于13 October 2007）.
16. ↑  托洛茨基. . www.marxists.org. 1906  [2022-08-07]. （原始内容存档于2023-04-21）.
17. ↑  托洛茨基. . www.marxists.org. 1930  [2022-08-07]. （原始内容存档于2021-08-18）.
18. ↑  托洛茨基. . www.marxists.org. 1906  [2022-08-07]. （原始内容存档于2022-08-07）.
19. ↑  托洛茨基. . www.marxists.org. 1928  [2022-08-07]. （原始内容存档于2023-04-22）.
20. ↑  卡·马克思; 弗·恩格斯. . www.marxists.org. 1850-03  [2022-08-07]. （原始内容存档于2023-04-18）.
21. ↑  托洛茨基. . www.marxists.org. 1923-03  [2022-08-07]. （原始内容存档于2023-04-18）.
22. ↑  托洛茨基. . www.marxists.org. 1923-03  [2022-08-07]. （原始内容存档于2022-08-07）.
23. ↑  . www.marxists.org.   [2022-05-22]. （原始内容存档于2022-05-30）.
24. ↑  .   [2006-05-05]. （原始内容存档于2007-04-03）.
25. ↑  曾淼. . 人民出版社. 2011-12. ISBN 9787010101804.）
26. ↑  Hobday, Charles. . Essex: Longman. 1986: 241. ISBN 0-582-90264-9. Mazumdar was expelled in 1971 as a “Trotskyist adventurist”, and died in prison in the following year.
27. ↑  “四人帮”是托洛茨基匪帮的最新变种
28. ↑  一面托洛茨基主义的黑旗——剖析“四人帮”的反革命政治纲领
29. ↑  《不许“四人帮”为托洛茨基翻案》，《人民日报》1977年2月23日第2版
30. ↑  “张春桥思想”和托洛茨基主义
31. ↑  .   [2020-11-19]. （原始内容存档于2020-12-23）.
32. ↑  .   [2025-05-21]. （原始内容存档于2025-04-22）.
33. ↑  .   [2015-10-09]. （原始内容存档于2021-01-26）.
34. ↑  .   [2015-10-09]. （原始内容存档于2015-12-08）.
35. ↑  .   [2021-10-04]. （原始内容存档于2020-12-23）.
36. ↑  .   [2015-10-09]. （原始内容存档于2021-01-20）.
37. ↑  祝彦. . 北京日报. 2010-12-20  [2014-02-26]. （原始内容存档于2015-03-18）.
38. ↑  . web.archive.org. 2016-02-22  [2023-04-18]. （原始内容存档于2016-02-22）.
39. ↑  . zh.wikisource.org.   [2023-04-18]. （原始内容存档于2023-04-22） （中文）.
40. ↑  刘平梅. . 新苗出版社. 2005  [2014-02-26]. ISBN 9789627529194. （原始内容存档于2021-03-12）.
41. ↑  .   [2015-10-09]. （原始内容存档于2020-04-30）.
42. ↑  . web.archive.org. 2022-10-21  [2023-04-18]. 原始内容存档于2022-10-21.
43. ↑  .   [2023-04-18]. （原始内容存档于2023-04-22） （中文（中国大陆））.
44. ↑  . web.archive.org. 2017-06-14  [2023-04-18]. 原始内容存档于2017-06-14.
45. ↑  谈谈历史上的“中国托派” 的存檔，存档日期2015-03-18.
46. ↑  .   [2015-03-23]. （原始内容存档于2020-04-30）.
47. ↑  .   [2015-10-09]. （原始内容存档于2016-02-22）.
48. ↑  李凌云. 工会缺位和立法缺失下的罢工行为.社会观察. 2008 (1) p.30-31.
49. ↑  .   [2019-03-26]. （原始内容存档于2021-01-21）.
50. ↑  .   [2022-01-06]. （原始内容存档于2021-08-03）.
51. ↑  .   [2022-01-06]. （原始内容存档于2021-05-12）.
52. ↑  破折号. . 乌有之乡.   [2022-01-06]. （[hhttp://www.wyzxwk.com/Article/sichao/2020/07/420406.html 原始内容]存档于2022-04-20）.
53. ↑  .   [2015-10-09]. （原始内容存档于2016-09-05）.
54. ↑  .   [2016-11-20]. （原始内容存档于2020-06-20）.
55. ↑  Ideas, Jenny Turner reports from the Battle of. . London Review of Books. 2010-07-08: 3–8  [2018-05-24]. ISSN 0260-9592. （原始内容存档于2017-02-07）.
56. ↑  . kns.cnki.net.   [2023-04-18]. （原始内容存档于2022-12-08）.
57. ↑  .   [2013-02-17]. （原始内容存档于2016-03-05）.
58. ↑  . web.archive.org. 2022-10-21  [2023-04-29]. 原始内容存档于2022-10-21.
59. ↑  封酒编写组. . 微信公众平台.   [2023-04-29].
60. ↑  . www.wyzxwk.com.   [2023-04-18]. （原始内容存档于2016-06-25）.
61. ↑  . www.marxists.org.   [2023-04-18]. （原始内容存档于2023-04-22）.